# Beckerina lehmanni
Beckerina lehmanni är en tvåvingeart som beskrevs av Günther Enderlein 1927. Beckerina lehmanni ingår i släktet Beckerina och familjen puckelflugor. Inga underarter finns listade i Catalogue of Life.